# Villa Trabia

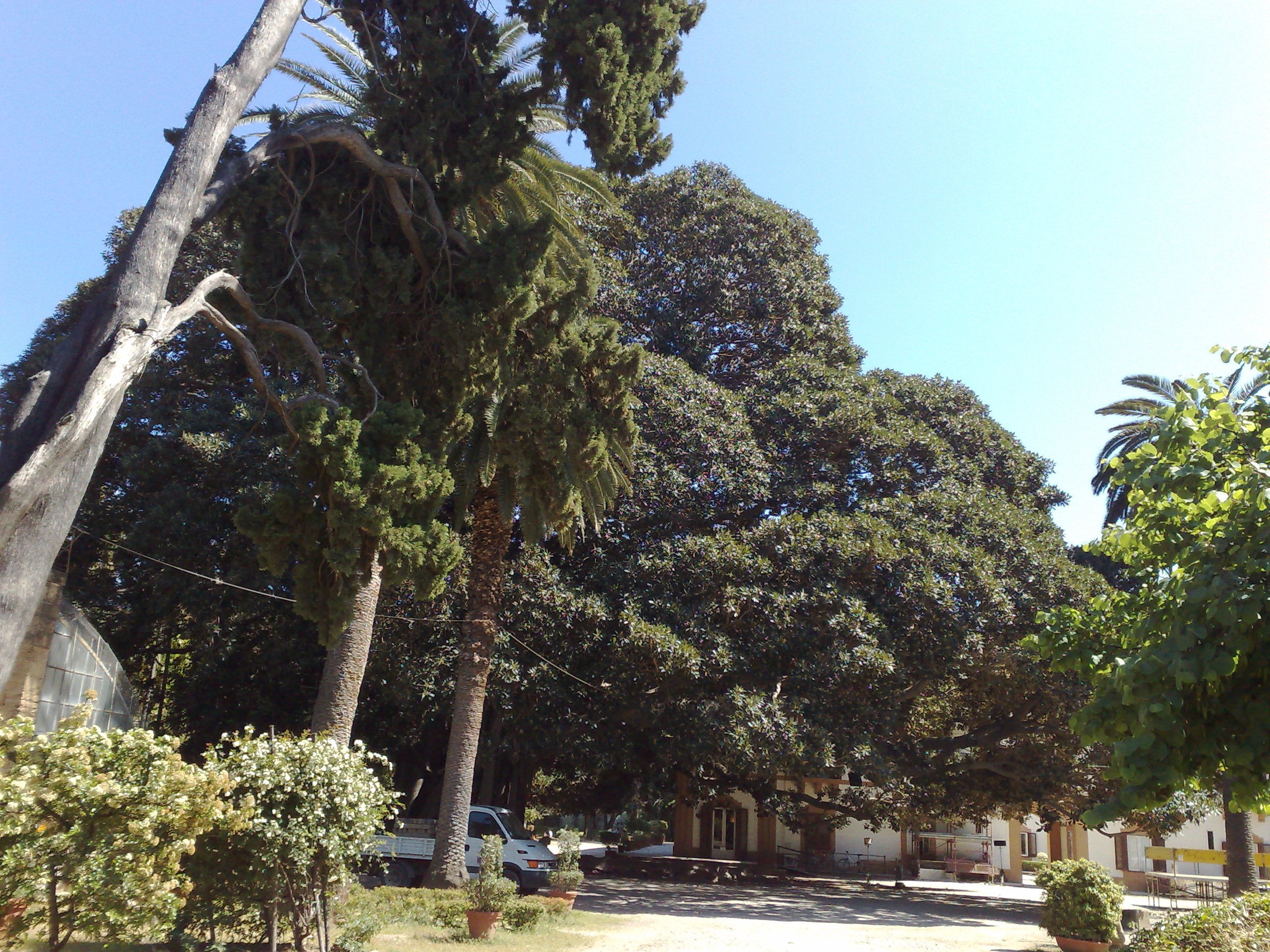
Ficus macrophylla a Villa Trabia

Villa Trabia, ovvero la Casena dei Trabia alle Terre Rosse, è una storica villa di Palermo.
La villa include un piccolo parco seicentesco ed un edificio settecentesco. L'edificio di stile classico è composto da un grosso corpo centrale su due livelli e da due ali laterali, che racchiudono una piccola corte, al centro della quale si trova l'ingresso.

## Storia
Il parco inizia a svilupparsi dal 1756, ad opera di Don Paolo Spinelli che avvia la trasformazione di una casena rustica in una grande villa con giardino. Alla morte di Spinelli nel 1770, il terreno passa alla famiglia Gaetani, Principi di Cassaro, ai quali risale l'attuale impianto che vede allineati lungo un unico asse centrale la villa, la fontana principale, il viale d'accesso e il ponte con un belvedere.
Nel 1814 la villa viene acquisita da Giuseppe Lanza Branciforti, Principe di Trabia, cui risale l'attuale denominazione.
Nel 1881, sotto l'impulso della Principessa Sofia di Trabia, il giardino si trasforma, seguendo la moda del momento, in un parco romantico ornato con panchine, vialetti, statue e fontane, pieno di esotismi tra cui araucarie, palme, conifere, fichi ornamentali e querce. Fondamentale fu in questa trasformazione l'apporto del capo giardiniere Vincenzo Ostinelli, che fece del giardino un vero e proprio orto botanico in miniatura, come era volontà della famiglia Lanza.
Dopo la tragica morte dell'ultimo proprietario, Raimondo Lanza di Trabia, avvenuta nel 1954, per Villa Trabia inizia un lungo periodo di abbandono e degrado, che termina solo nel 1984, quando viene acquisita dal Comune di Palermo.
Attualmente la villa ospita una sede distaccata del comune di Palermo, una biblioteca pubblica, una videoteca, una biblioteca per bambini e un internet point gratuito.

## Il parco
Il parco, da marzo 2024 intitolato a Ninni Cassarà, è diviso in due parti, tagliato in due da un dislivello naturale (con delle antiche "pirrere", cave di calcarenite) che oggi ospita una strada, le due sezioni del parco sono collegate da un ponte di stile barocco, all'interno di esso sono presenti delle antiche serre ed una grossa fontana del Seicento.

## Specie presenti
Un inventario redatto da Vincenzo Ostinelli nel 1910 enumerava 2.790 specie di piante. Tra quelle sopravvissute sino ai giorni nostri possono essere citati alcuni maestosi esemplari di Ficus macrophylla, un vetusto esemplare di pino dell'Himalaya (Pinus roxburghii), la sofora del Giappone (Sophora japonica), rare essenze esotiche come la messicana Ehretia tinifolia, il giapponese Cocculus laurifolius, la cinese Lonicera fragrantissima, l'australiana Grevillea robusta, l'asiatico Ligustrum lucidum, assieme a specie tipiche della flora mediterranea quali il leccio (Quercus ilex) e l'alaterno (Rhamnus alaternus).